# Rovio Classics: Angry Birds
Rovio Classics: Angry Birds (conosciuto come Red's First Flight su iOS) è un videogioco rompicapo sviluppato e pubblicato dall'azienda finlandese Rovio nel 2022. É un remake del primo gioco della serie di Angry Birds, ed è stato ricreato col motore Unity.
Il 23 febbraio 2023 Rovio rimuove il gioco dal Google Play Store, restando solo per i dispositivi iOS cambiando il nome del gioco in Red's First Flight.

## Storia e sviluppo
Nel 2019, il gioco originale venne rimosso da tutti i principali app store da Rovio stessa, insieme alla maggior parte degli altri capitoli della serie.
Nel 2021, Rovio ha spiegato, tramite il loro sito web, che quei giochi erano stati rimossi perché erano creati con una vecchia tecnologia non più al passo con i tempi, utilizzando dei motori grafici ormai datati, e di conseguenza i giochi non potevano più ricevere nuovi aggiornamenti per i nuovi dispositivi. Rovio ha anche dichiarato che un remake del primo gioco della serie era in fase di sviluppo.
Nel 2022, Rovio pubblica per i dispositivi mobili Rovio Classics: Angry Birds che, al confronto del gioco originale, contiene vari cambiamenti.

## Trama
La trama è identica a quella del gioco originale; un gruppo di uccelli arrabbiati (appunto gli Angry Birds) vogliono vendicarsi con dei maialini verdi (i Piggies) perché colpevoli di aver rubato le loro uova per mangiarsene. Si armano così di fionda e si lanciano contro i loro nemici per eliminarli. Diversi tra di essi, ognuno di loro è dotato di un potere speciale.

## Modalità di gioco
Come nel gioco originale, lo scopo del gioco consisterà nel lanciare gli uccelli tramite una fionda, con lo scopo di eliminare tutti i maialini verdi colpendoli direttamente o spingendoli e facendoli cadere da grandi altezze, o facendo crollare su di loro le strutture che li proteggono.
Queste ultime hanno diverse dimensioni e sono fatte di materiali (legno, pietra e vetro) con differente fragilità, e che infliggono quindi un differente danno ai nemici.
In ogni livello ci sono inoltre diversi tipi uccelli e ognuno di loro ha un suo potere che ha una sua utilità in base all'esigenza del livello. Per ogni livello c'è un determinato tipo e numero di uccelli in un ordine prestabilito. L'obiettivo di ogni livello sarà quello di eliminare ogni maialino presente in esso. Ciò assegnerà al giocatore un punteggio che aumenterà anche tenendo conto della quantità di edifici distrutti e degli uccellini risparmiati, in base al quale ci saranno assegnate da 1 a 3 stelle.

### Differenze dal gioco originale
Questo remake del gioco rimuove le monete, le gemme e le stelle che si usavano nel gioco originale per acquistare potenziamenti o per sbloccare livelli. 
Inoltre si può notare che sono state rimosse tutte le sfide (incluse quelle giornaliere), i potenziamenti, le microtransazioni e le pubblicità rendendo il gioco esclusivamente premium.
In questo remake è ancora presente l'uccello Mighty Eagle.